# Дагоба
Дагоба (англ. Dagobah) — вигадана сонячна система всесвіту Зоряних війн із епізодів «Імперія завдає удару у відповідь» і «Повернення джедая». Вона також з'являється у вирізаній сцені епізоду «Помста ситхів». Йода вирушив у добровільне вигнання на Дагоба після двобою на світлових мечах із Дартом Сідіусом.
Розташована в системі Дагоба, в секторі Слуіс (Внутрішнє кільце), ця планета — це світ похмурих каламутних боліт, висохлих річок і мертвих лісів.

## Із історії фільмів
У сюжетній лінії Зоряних війн, після Великого винищення джедаїв і подальшої нездатності перемогти Дарта Сідіуса, майстер-джедай Йода вирушив в добровільне вигнання на Дагоба. Там Йода жив біля печери, наповненої темною стороною Сили, яка приховувала його місцеперебування від імператора Палпатіна.
У «Імперія завдає удару у відповідь», Люк Скайвокер, керуючись вказівками привида Обі-Вана Кенобі, летить шукати Йоду на Дагоба. Після тренувань з Йодою, Скайвокер завчасно покидає Дагоба, щоб врятувати своїх друзів, Хана Соло, принцесу Лею і Чубакку, відчуваючи, що вони в небезпеці на планеті Беспін. Скайвокер ще раз ненадовго повертається на Дагоба в «Поверненні джедая», де він востаннє спілкується з Йодою перед його смертю. Після цього Люк знову бачить привида Обі-Вана Кенобі і розпитує його про суперечливі факти стосовно свого походження.
У театральній версії Помсти ситхів не показують, як Йода знайшов цю планету, але це увійшло до вирізаної сцени, яку, за словами Джорджа Лукаса, не було в кінцевій версії фільму, щоб Помста не мала «надто багато закінчень».[джерело?] Подейкували, що сцену прибуття Йоди на Дагоба включать у DVD-реліз фільму в листопаді 2005 року, однак театральна версія вийшла на DVD без змін, але містила епізод «Заслання на Дагоба» в розділі «Видалені сцени» на Диску II. [джерело?] В романі зазначається, що Йода вирушив на Дагоба в рятувальній капсулі, запущеній із зоряного крейсера Бейла Органи.[джерело?]
У мультсеріалі «Зоряні війни: Війни клонів» Дагоба з'являється в одній із серій шостого сезону, де розповідається про подорож Йоди на цю планету під час його власного навчання, метою якого було отримати безсмертя за допомогою Сили.

## З історії розширеного всесвіту
У Розширеному всесвіті Зоряних воєн Йода протистояв Бпфасші, темному джедаєві, на Дагоба, за кілька років до подій фільму «Імперія завдає удару у відповідь», і та печера, де загинув злодій, наповнилася темною стороною Сили. У Оповідях про Зоряні війни згодом зазначили, що ця подія сталася значно раніше, і не з Йодою, а з істотою такої ж раси, Мінчем. Дагоба також відвідували головні герої серії книг «Галактика страху» , де планета була тимчасовим прихистком племені канібалів. Під час подій Star Wars Jedi Knight: Jedi Academy (укр. Зоряні війни: Джедай-лицар: Академія джедаїв) (відеогра для ПК), команда лицарів — джедаїв з Нового Ордену Джедаїв відвідала Дагоба, щоб знайти печеру і очистити її від загрози минулого.
Після подій шостого епізоду, Нова Республіка створює військову базу на одній з найбільших гір планети, названої «Гора Йода» на честь майстра-джедая.